# Струги (Псковская область)
Стру́ги — деревня в Новосокольническом районе Псковской области России. Входит в состав Вязовской волости.

## География
Расположена в 62 км к северо-западу от города Новосокольники и в 3 км к востоку от волостного центра, деревни Вяз.

## Население
| 2001 | 2002 | 2010 |
| ---- | ---- | ---- |
| 134  | ↘115 | ↘75  |

Численность населения деревни по оценке на начало 2001 года составляла 134 человек.